# منتخب أنغولا تحت 20 سنة لكرة القدم للرجال
منتخب أنغولا تحت 20 سنة للرجال لكرة القدم هو ممثل أنغولا الرسمي في المنافسات الدولية في كرة القدم في فئة كرة قدم تحت 20 سنة للرجال، يديريه اتحاد أنغولا لكرة القدم.